# Bình Tân (huyện)
Bình Tân là một huyện thuộc tỉnh Vĩnh Long, Việt Nam.

## Địa lý

### Vị trí địa lý
Huyện Bình Tân nằm ở phía tây của tỉnh Vĩnh Long, nằm cách thành phố Vĩnh Long khoảng 30 km, cách trung tâm Thành phố Hồ Chí Minh khoảng 154 km, cách trung tâm thành phố Cần Thơ khoảng 16 km, có vị trí địa lý:
- Phía đông giáp thị xã Bình Minh và huyện Tam Bình
- Phía tây giáp huyện Lai Vung, tỉnh Đồng Tháp và quận Ô Môn, thành phố Cần Thơ
- Phía nam giáp quận Bình Thủy và quận Ninh Kiều thuộc thành phố Cần Thơ
- Phía bắc giáp huyện Châu Thành, tỉnh Đồng Tháp.

### Tự nhiên

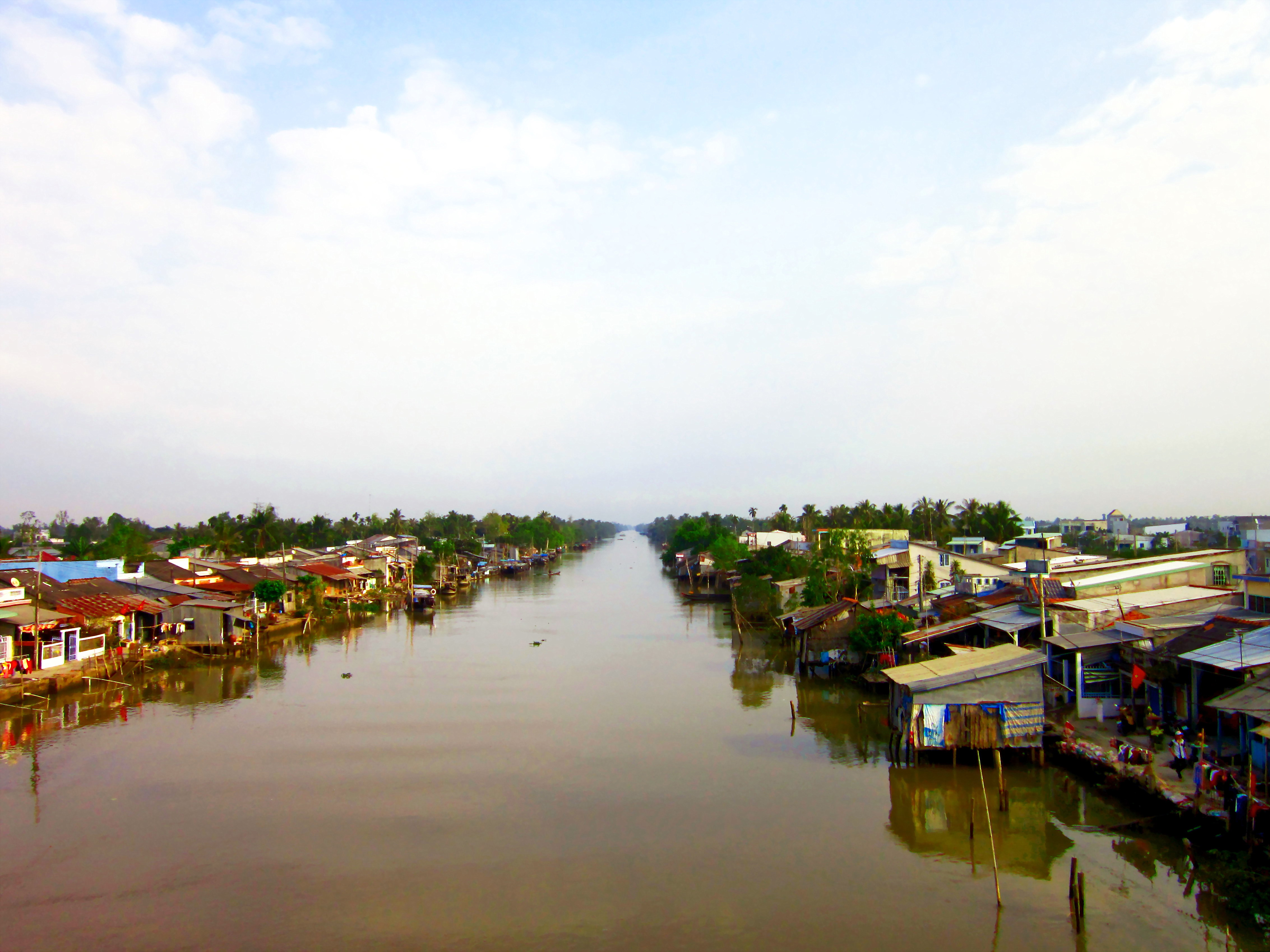
Một con kênh ở xã Thành Lợi, thuộc huyện Bình Tân.

Khu vực huyện Bình Tân trước đây được xem là vùng "rốn lũ" của huyện Bình Minh cũ. Người dân Bình Tân có tập quán trồng lúa nước, hoa màu. Hàng năm đều bị ngập lũ, lũ từ lâu đã chi phối đời sống và sản xuất của dân nơi đây. So với các vùng khác trong tỉnh thì lũ về đây sớm và nước cũng ngập sâu hơn cả.
Vào đầu tháng 8 hàng năm, nước từ sông Hậu và sông Tiền theo các kinh, rạch đổ vào đồng, lũ bắt đầu dâng cao, cao nhất là vào tháng 9, tháng 10 có năm kéo dài đến tháng 11.

## Hành chính
Huyện Bình Tân có 9 đơn vị hành chính cấp xã trực thuộc, bao gồm thị trấn Tân Quới (huyện lỵ) và 8 xã: Mỹ Thuận, Nguyễn Văn Thảnh, Tân An Thạnh, Tân Bình, Tân Lược, Tân Thành, Thành Lợi, Thành Trung.

## Lịch sử
Huyện Bình Tân được thành lập vào ngày 31 tháng 7 năm 2007 theo Nghị định số 125/2007/NĐ-CP của Chính phủ trên cơ sở tách 11 xã: Mỹ Thuận, Nguyễn Văn Thảnh, Tân An Thạnh, Tân Bình, Tân Hưng, Tân Lược, Tân Quới, Tân Thành, Thành Đông, Thành Lợi và Thành Trung thuộc huyện Bình Minh cũ.
Sau khi thành lập, huyện có 15.288,63 ha diện tích tự nhiên và 93.758 người với 11 đơn vị hành chính trực thuộc, bao gồm 11 xã nói trên. Huyện lỵ của huyện đặt tại xã Tân Quới.
Ngày 10 tháng 1 năm 2020, Ủy ban Thường vụ Quốc hội ban hành Nghị quyết số 860/NQ-UBTVQH14 về việc sắp xếp các đơn vị hành chính cấp xã thuộc tỉnh Vĩnh Long (nghị quyết có hiệu lực từ ngày 1 tháng 2 năm 2020). Theo đó:
- Giải thể xã Thành Đông, địa bàn sáp nhập vào các xã Tân Quới, Thành Lợi và Tân Thành
- Điều chỉnh địa giới hành chính các xã Tân Quới, Thành Lợi, Tân Thành và Tân Bình
- Thành lập thị trấn Tân Quới, thị trấn huyện lỵ của huyện Bình Tân trên cơ sở toàn bộ diện tích và dân số của xã Tân Quới (sau khi điều chỉnh địa giới hành chính).

Ngày 28 tháng 9 năm 2024, Ủy ban Thường vụ Quốc hội ban hành Nghị quyết số 1203/NQ-UBTVQH15 về việc sắp xếp đơn vị hành chính cấp xã của tỉnh Vĩnh Long giai đoạn 2023 – 2025 (nghị quyết có hiệu lực từ ngày 1 tháng 11 năm 2024). Theo đó, sáp nhập xã Tân Hưng vào xã Tân An Thạnh.
Huyện Bình Tân có 1 thị trấn và 8 xã như hiện nay.

## Kinh tế - xã hội

### Kinh tế và chuyển đổi kinh tế

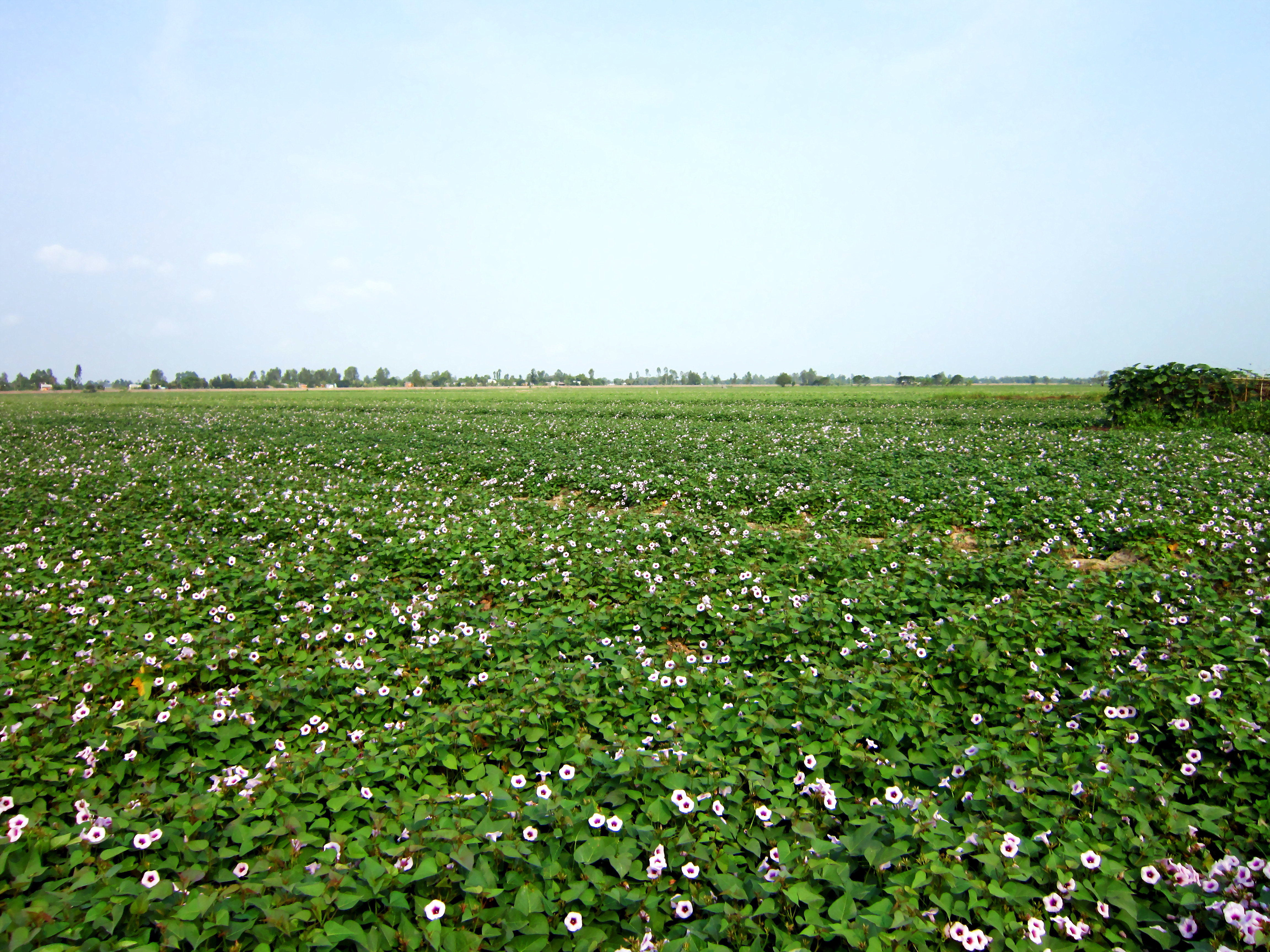
Một trong những cánh đồng rộng lớn trồng khoai lang tím Nhật ở huyện.

Từ sau khi tách huyện, Bình Tân tập trung xây dựng cơ sở hạ tầng, nhất là các công trình thủy lợi phục vụ sản xuất nông nghiệp. Huyện tích cực chuyển đổi cơ cấu sản xuất, ngành nghề. Trong đó, cơ cấu trồng hoa màu chuyên canh, hoa màu kết hợp lúa, cây ăn quả có múi thay thế trồng lúa 3 vụ. Ba loại cây trồng chủ lực của huyện và cũng là của tỉnh Vĩnh Long là khoai lang, hành lá, cây ăn quả có múi. Vật nuôi chủ lực là bò, heo, với khoảng 800 con bò, 5.000 con heo; thủy sản chủ lực là cá tra với 96 ao tổng diện tích 75 ha thuộc 24 cơ sở thủy sản. Trong nhóm cây ăn quả có múi, loại phổ biến là mít Thái, mít ruột đỏ. Ngoài vật nuôi chủ lực, huyện còn có số lượng 85.000 con gà và 106.000 con vịt.
Năm 2020, tổng diện tích vườn gần 3.260 ha, tăng gần 472 ha so năm 2014; diện tích cây màu gần 23.930 ha, tăng gần 7.043 ha, trong khi đó diện tích trồng lúa còn gần 9.800 ha, giảm gần 1.371 ha theo chính sách chuyển đổi. Các xã Mỹ Thuận, Nguyễn Văn Thảnh, Tân Thành, Thành Trung, Tân An Thạnh có diện tích lớn hoa màu. Khoai lang, bắp, đậu mè, dưa hấu,...được trồng nhiều nhất, cụ thể ngoài 13.000 ha khoai lang, thì bắp, đậu mè có diện tích 240 ha, dưa hấu 910 ha, rau cải các loại 7.900 ha.
Năm 2019, tổng sản lượng khoai lang, hành lá, và rau củ các loại là 668.000 tấn, tính chung giá trị sản xuất nông – lâm – thủy sản của huyện đạt 3.485 tỷ đồng.

### Khoai lang Bình Tân
Bình Tân là huyện chuyên canh cây hoa màu của tỉnh Vĩnh Long với diện tích hoa màu 14.400 ha, trong đó hơn 13.000 ha trồng khoai lang các loại, diện tích trồng khoai lang lớn nhất đồng bằng sông Cửu Long, vì vậy Bình Tân được mệnh danh "vương quốc khoai lang".

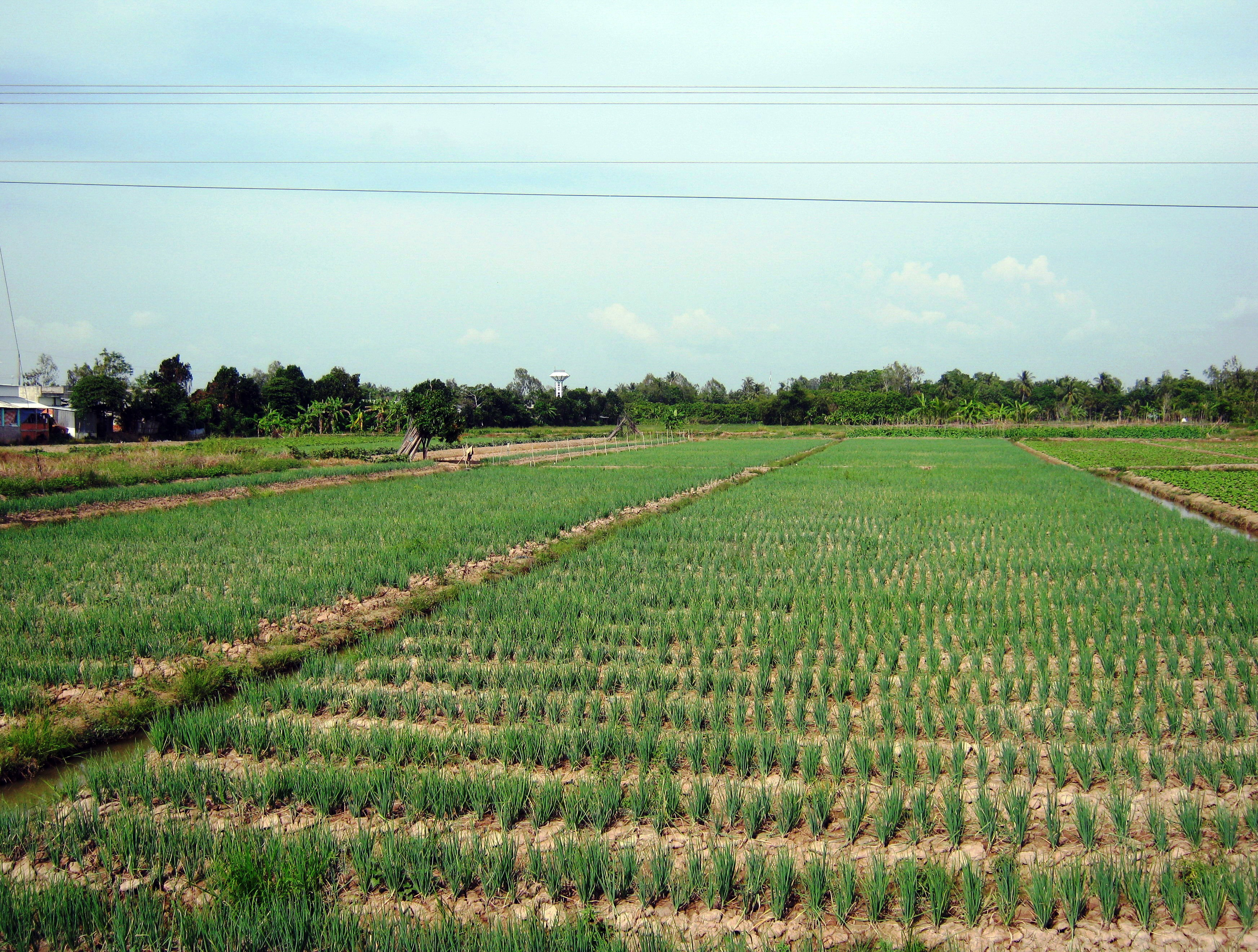
Cánh đồng trồng Hành ta ở huyện.

Bình Tân có các loại khoai lang nổi tiếng như bí đường, trắng giấy, trắng sữa, tím Nhật. Với tổng diện tích trồng khoai lang là 13.000 ha, chiếm gần 2/3 tổng diện tích của cả khu vực đồng bằng sông Cửu Long, sản lượng ước đạt hơn 350.000 tấn, huyện được mệnh danh là "vương quốc khoai lang". Khoai lang tím Nhật là loại đặc sản, chiếm khoảng 90% diện tích trồng khoai, chủ yếu xuất khẩu sang thị trường Trung Quốc, chiếm 90% sản lượng. Khoai lang tím còn xuất khẩu sang nước khác như Campuchia, Thái Lan.
Tính đến đầu năm 2021, huyện đã thực hiện các mô hình sản xuất khoai lang theo hướng VietGAP trên diện tích 271 ha; đồng thời, được chứng nhận 14,8 ha theo hướng GlobalGAP. Khoai lang được Cục Sở hữu trí tuệ quốc gia cấp chứng nhận đăng ký nhãn hiệu tập thể “Khoai lang Bình Tân, Vĩnh Long, Việt Nam” vào tháng 8 năm 2013, tạo nên thương hiệu "khoai lang Bình Tân".

### Khó khăn
Ngoài ra, nhiều mô hình sản xuất đã đem lại thu nhập đáng kể cho dân nghèo, đặc biệt là mô hình 2 vụ màu - 1 vụ lúa, mô hình thủy sản, trồng màu trong mùa lũ. Riêng khoai lang có thời điểm đạt thu nhập từ 50 đến 70 triệu đồng/ha/năm. Tuy vậy, do tình hình đại dịch Covid-19, nên việc xuất khẩu nông sản, trong đó có khoai lang gặp nhiều khó khăn. Khó khăn khác là tình trạng sạt lở dọc bờ sông thường xuyên diễn ra, năm 2020 có 11 điểm sạt lở, có nơi sạt lở vào sâu 4 m.

## Giao thông
Đây cũng là địa phương có dự án Đường cao tốc Mỹ Thuận – Cần Thơ đi qua đang được xây dựng.